# Памятник солдату Швейку (Самара)
Памятник солдату Швейку в Самаре установлен на углу улиц Куйбышева и Некрасовской в Самарском районе города.

## История
Создание памятника солдату Швейку было приурочено к 130-летию со дня рождения автора сатирического романа «Похождения бравого солдата Швейка» Ярослава Гашека, в 1918 г. проживавшего в Самаре. Писатель вел агитационную работу среди пленных чехов по формированию красноармейского чешского полка. После того, как город был захвачен белочехами, на арест Гашека был выписан ордер, и он вынужден был два месяца скрываться в Самарской губернии от своих соотечественников. Скульптура установлена рядом со зданием бывшей гостиницы «Сан-Ремо», где жил чешский писатель. 
Памятник был создан по предложению депутата Госдумы Хинштейна А. Е.. Авторами памятника выступили самарские скульпторы Александр Куклев, Николай Куклев и Кристина Цибер, которые при создании композиции использовали экранизации произведения и архивные материалы по военной форме австрийской армии первой половины XX века. Памятник был отлит из бронзы на литейном заводе в Ижевске. Памятник Швейку пополнил ряд памятников литературным и киноперсонажам, установленным на улицах Самары: Юрию Деточкину, красноармейцу Сухову и Буратино. 
Скульптура была выполнена из бронзы в натуральную величину: Швейк изображён сидящим на бочке с порохом и с курительной трубкой в руках как в напечатанном в 1911 г. рассказе Я. Гашека «Бравый солдат Швейк учится обращаться с пироксилином». В ногах у Швейка установлена фигура собаки, поскольку Швейк до войны торговал щенками. 
Открытие памятника состоялось 15 ноября 2013 г. Присутствовавший на церемонии открытия заместитель министра культуры России Григорий Ивлиев отметил:
Отрадно, что самарские власти украшают город и создают культурное пространство. Подобные памятники объединяют российские города со всем миром